# Середній Лотіан
Сере́дній Ло́тіан (англ. Midlothian, шотл. гел. Meadhan Lodainn)  — область в складі Шотландії. Розташована на заході країни. Адміністративний центр — Далкіт.

## Найбільші міста
Міста з населенням понад 5 тисяч осіб:
| № | Місто     | Населення, осіб (2006) |
| - | --------- | ---------------------- |
| 1 | Пенік'юїк | 15 680                 |
| 2 | Боннірігг | 14 080                 |
| 3 | Мейфілд   | 12 950                 |
| 4 | Далкіт    | 11 200                 |
| 5 | Лонхед    | 6 290                  |
| 6 | Горбрідж  | 5 510                  |